# 拉蒙济蒙塔斯特吕克
拉蒙济-蒙塔斯特吕克（法語：Lamonzie-Montastruc，法語發音：[lamɔ̃zi mɔ̃tastʁyk]）是法国多尔多涅省的一个市镇，位于该省南部，属于贝尔热拉克区。

## 地理
拉蒙济-蒙塔斯特吕克（44°53'44"N, 0°35'37"E）面积20.66 平方千米，位于法国新阿基坦大区多爾多涅省，该省份为法国西南部内陆省份，是法國本土面积第三大的省，大致对应佩里戈尔地区，北起顺时针与夏朗德省、上维埃纳省、科雷兹省、洛特省、洛特-加龙省、吉倫特省和滨海夏朗德省接壤。
与拉蒙济-蒙塔斯特吕克接壤的市镇（或旧市镇、城区）包括：圣乔治德蒙克拉尔、康普塞格雷、朗布拉、卢伊尔河畔利奥拉克、凯萨克、圣索沃尔。
拉蒙济-蒙塔斯特吕克的时区为UTC+01:00、UTC+02:00（夏令时）。

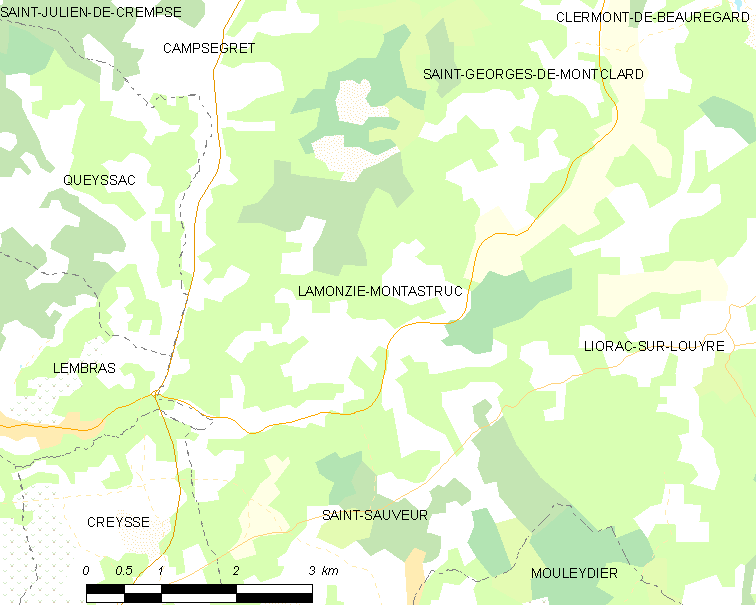
拉蒙济-蒙塔斯特吕克的OSM定位图

## 行政
拉蒙济-蒙塔斯特吕克的邮政编码为24520，INSEE市镇编码为24224。

## 政治
拉蒙济-蒙塔斯特吕克所属的省级选区为贝尔热拉克第二县。

## 人口

1962-2008年间拉蒙济-蒙塔斯特吕克人口变化图示

拉蒙济-蒙塔斯特吕克于2022年1月1日时的人口数量为692人。